# Mykerinos-Pyramide
Die Mykerinos-Pyramide ist die Pyramide, die der Pharao Mykerinos (4. Dynastie) ungefähr zwischen 2540 und 2520 v. Chr. in Gizeh als seine Grabstätte errichten ließ.

## Erbauung
Menkaure oder (griechisch) Mykerinos war der Sohn von Pharao Chephren, dessen Pyramide zuvor ebenfalls in Gizeh errichtet wurde. Mykerinos folgte seinem Vater auf den Thron, jedoch womöglich erst nach einer Zwischenregentschaft von Bicheris. Chephren war der Sohn des Cheops und dieser der Sohn des Snofru, der zwei über 100 Meter hohe Pyramiden (Knickpyramide und Rote Pyramide) in Dahschur errichten ließ. So ist im Alten Reich eine Reihe der großen Pyramiden Ägyptens von einer Königslinie der 4. Dynastie über mehrere Generationen hinweg errichtet worden.

## Größe und Bautechnik

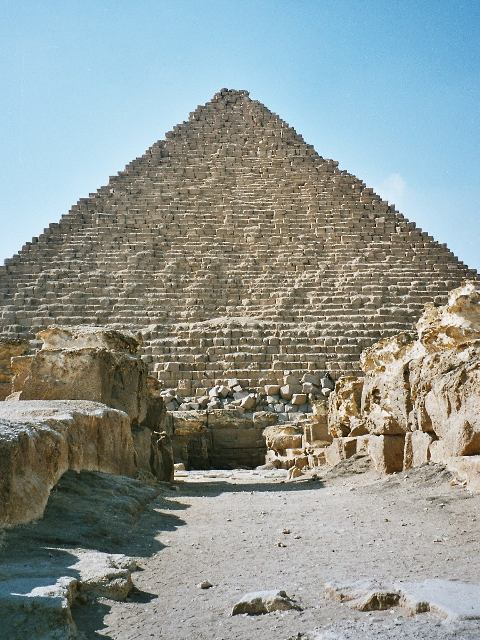
Mykerinos-Pyramide von vorne

Die Mykerinos-Pyramide ist mit Abstand die kleinste der drei großen Pyramiden in Gizeh, und dennoch eine der zehn höchsten aller ägyptischen Pyramiden. Mit etwa 65 Metern Höhe ist sie nicht einmal halb so hoch wie die beiden anderen Pyramiden auf dem Gizeh-Plateau, die Chephren-Pyramide  mit 143 Metern und die Cheops-Pyramide mit 146 Metern.
Die Pyramide des Mykerinos wurde mit örtlichem Kalksteinen errichtet. Ihr innerer Kern ist als Stufenpyramide ausgeführt, wie an den zwei Stufen erkennbar ist, die in der später entstandenen Bresche freigelegt sind. Von der Verkleidung ist wenig erhalten. In den unteren 16 Lagen wurden dafür Granitplatten verwendet, die bis auf wenige polierte Stellen am Eingang und am Totentempel unbearbeitet blieben. Die früher vertretene Meinung, die Pyramide sei komplett mit Granitplatten verkleidet gewesen, gilt mittlerweile als widerlegt. Die unvollendete Bearbeitung wird als Hinweis gedeutet, dass der Pharao Menkaure vor der Fertigstellung seines Grabmals starb. Dessen Regierungszeit ist nicht genau bekannt; sie dauerte etwa von 2530 bis 2510 v. Chr.
Für den Umstand, dass die Mykerinos-Pyramide deutlich kleiner als die beiden benachbarten Pyramiden des Cheops und des Chephren ist, gibt es verschiedene mögliche Erklärungen. Angeführt werden u. a.
- Platzprobleme auf dem Gizeh-Plateau,
- zu hoher Bauaufwand (der Nachfolger Schepseskaf errichtete nur eine Grabmastaba),
- die Hinwendung zum Sonnenkult des Re förderte den Tempelbau für den Sonnengott.

## Substruktur
Der Eingang der Pyramide befindet sich in etwa vier Metern Höhe auf der Nordseite. Ein schräg nach unten verlaufender Schacht von 32 Metern Länge mündet in einen Vorraum von 3,63 Metern × 3,16 Metern mit schmalen Scheintüren, die sogenannte Paneel-Kammer. Hinter dieser Kammer sind drei Fall-Sperrblöcke eingebaut. Von hier führt der Stollen wiederum horizontal in das Zentrum des Bauwerks, die Vorkammer, die unter Bodenniveau in den gewachsenen Fels gemeißelt wurde. Oberhalb dieses Zugangs zur Vorkammer mündet von oben kommend ein weiterer Zugangsschacht, der jedoch in der Bodenplatte blind endet und schon beim Bau aufgegeben wurde. Über einen Zugang im Fußboden der Vorkammer führt eine kurze Passage in die tiefergelegene eigentliche Grabkammer. Von der Passage zweigt einige Stufen tiefer eine Seitenkammer ab, die Nischenkammer, welche mit sechs Nischen (jede etwa 2,50 Meter × 0,60 Meter messend und 1,4 Meter hoch) versehen ist, deren Bedeutung jedoch unklar ist. Die eigentliche Grabkammer misst 6,59 Meter × 2,62 Meter und ist 3,43 Meter hoch. Sie war komplett mit Granit verkleidet; die Granitbalken der Decke wurden so bearbeitet, dass die Decke wie ein Tonnengewölbe wirkt.

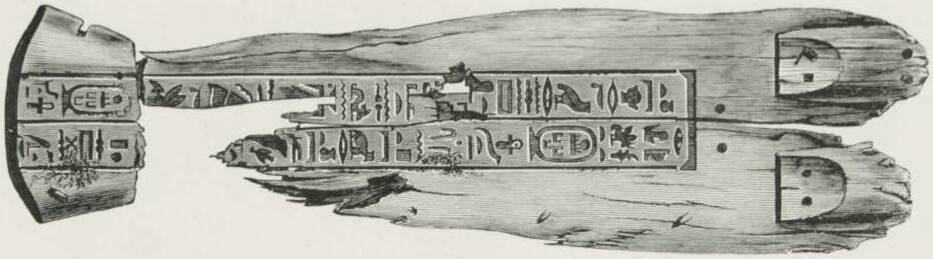
Holzsarg, der in der Pyramide gefunden wurde

In der Grabkammer fand Richard William Howard Vyse, als er 1837 in die Pyramide vordrang, einen prunkvollen, mit Palastfassadenmustern verzierten dunklen Steinsarkophag ohne Deckel vor. Beim Transport des Sarkophags nach England geriet das Schiff Beatrice jedoch in einen Sturm und versank 1838 mitsamt seiner Ladung. Vyse entdeckte auch die Reste eines menschenförmigen Holzsarges mit dem Namen des Mykerinos sowie menschliche Knochen. Der Sarg stammt nach Kurt Sethe aus der saïtischen Epoche, die heute noch vorhandenen Knochen nach Radiocarbonuntersuchungen erst aus christlicher Zeit.
Eine gründliche Untersuchung der Pyramide erfolgte erst in den Jahren 1906 bis 1924 durch ein Team der Harvard University und des Museum of Fine Arts Boston unter der Leitung von George Andrew Reisner. Zu den wichtigsten Ergebnissen der Untersuchungen gehört die Erkenntnis, dass die Substruktur während des Baues dreimal geändert wurde.

## Der Pyramidenkomplex

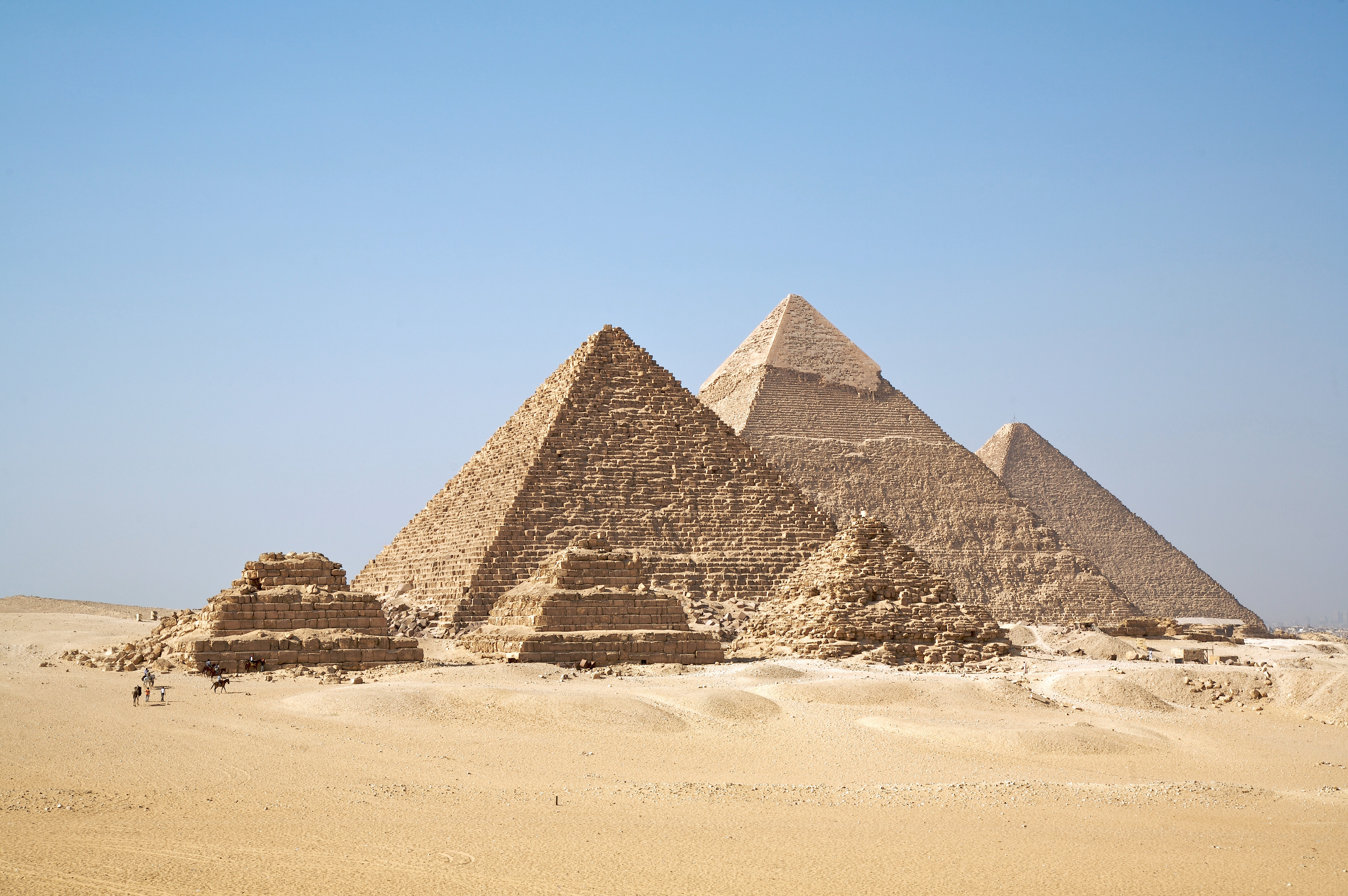
Die Pyramiden von Gizeh: Mykerinos-Pyramide, Chephren-Pyramide und Cheops-Pyramide

Wie die beiden älteren Pyramiden von Gizeh war auch die des Mykerinos mit einer Mauer umgeben. Im Süden liegen drei Königinnenpyramiden, die heute mit den Ordnungsnummern GIII-a, GIII-b und GIII-c bezeichnet werden. Alle drei besitzen Kapellen aus Lehmziegeln. GIII-a war höchstwahrscheinlich glatt mit Rosengranit verkleidet und vielleicht für die Königin Chamerernebti II., einer der Gattinnen des Mykerinos, bestimmt. GIII-b und GIII-c waren Stufenpyramiden. In der Grabkammer von GIII-b wurde die Mumie einer jungen Frau gefunden, deren Name nicht bekannt ist.

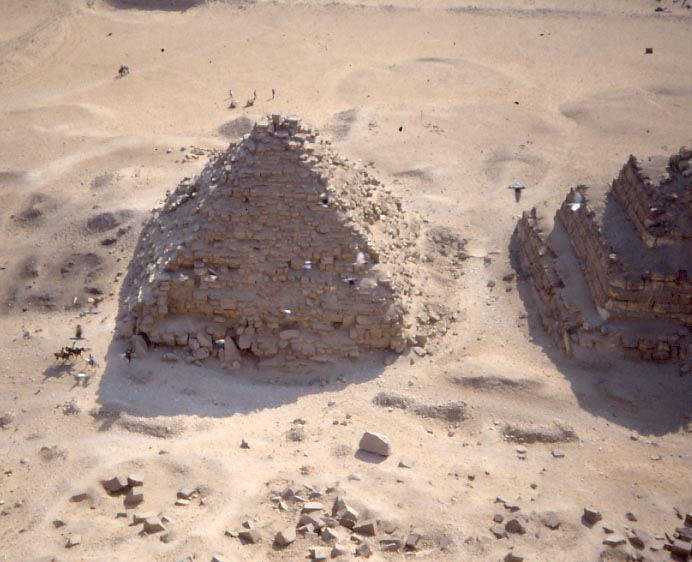
Königinnenpyramide G III-a
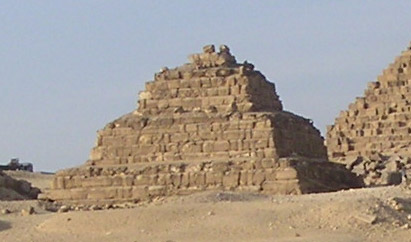
Königinnenpyramide G III-b
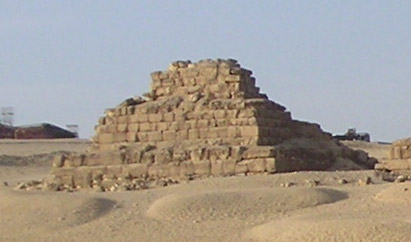
Königinnenpyramide G III-c

Wie üblich, befindet sich östlich der Pyramide vorgelagert der aus Kalksteinquadern erbaute Totentempel. Mit über 200 Tonnen Gewicht ist einer dieser Quader an der Nordwest-Ecke der größte bisher in Gizeh gefundene Monolith. Reisner stellte fest, dass der Ausbau der Wände mit einer Granitverkleidung eingestellt und der Totentempel aus einfachen Lehmziegeln fertiggestellt wurde. Bei der Entfernung der Ziegel stieß er auf rote Nivellierlinien, Namen von Arbeitern und Maßangaben, die heute verloren sind. Im Tempel selbst wurden Fragmente einer überlebensgroßen Statue des Königs aus Alabaster gefunden. Auch der über 600 Meter lange Aufweg zum Totentempel war aus Lehmziegeln errichtet und wahrscheinlich nie fertiggestellt worden (nicht verkleidet, nicht überdacht). So bestimmte Reisner die Lage des Taltempels, indem er die Achse vom Totentempel zum Aufweg verlängerte. Die Fundamente des Taltempels bestehen noch aus Kalksteinen, vollendet wurde auch dieser mit einfachen Lehmziegelmauern, die vermutlich sein Sohn und Nachfolger Schepseskaf errichten ließ. Im Taltempel wurden auch die berühmten Statuen des Königs gefunden:
- Mykerinos mit seiner Frau Chamerernebti II.
- Drei Statuen des Mykerinos mit der Göttin Hathor und jeweils einer Gaugöttin (Bat-Gau, Hunds-Gau, Hasen-Gau).

Schiffsgruben (Barkengräber) wurden im Bezirk bisher nicht gefunden.
siehe auch: Nekropole von Gizeh

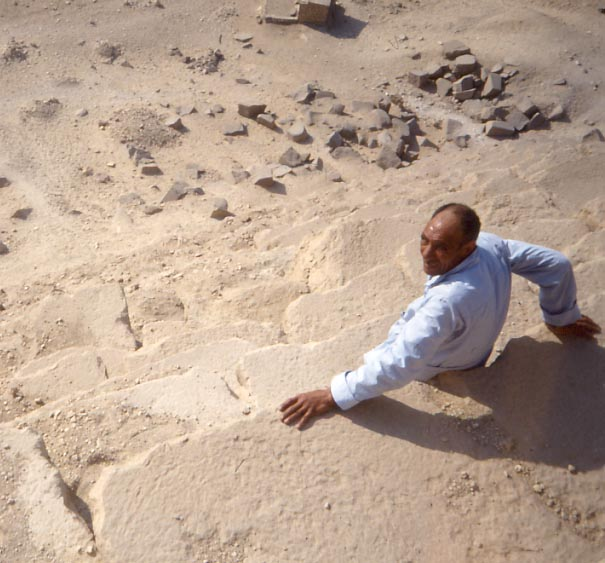
Von oben
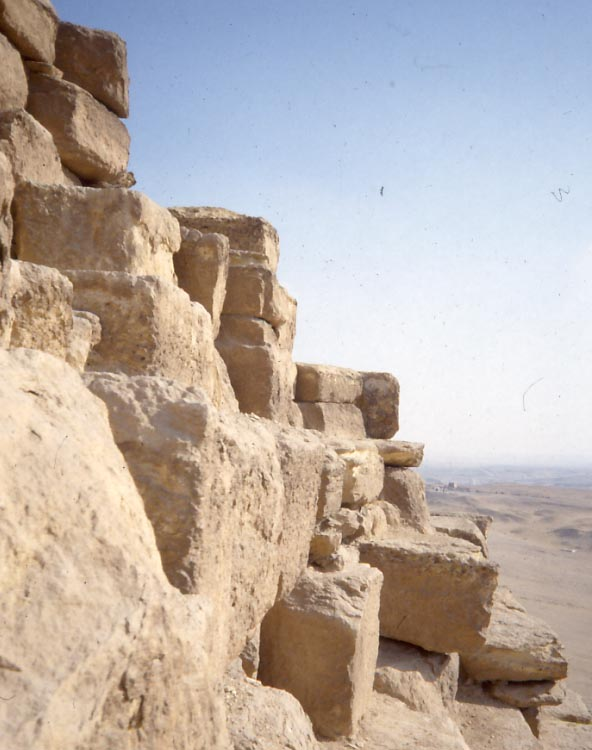
Von der Seite
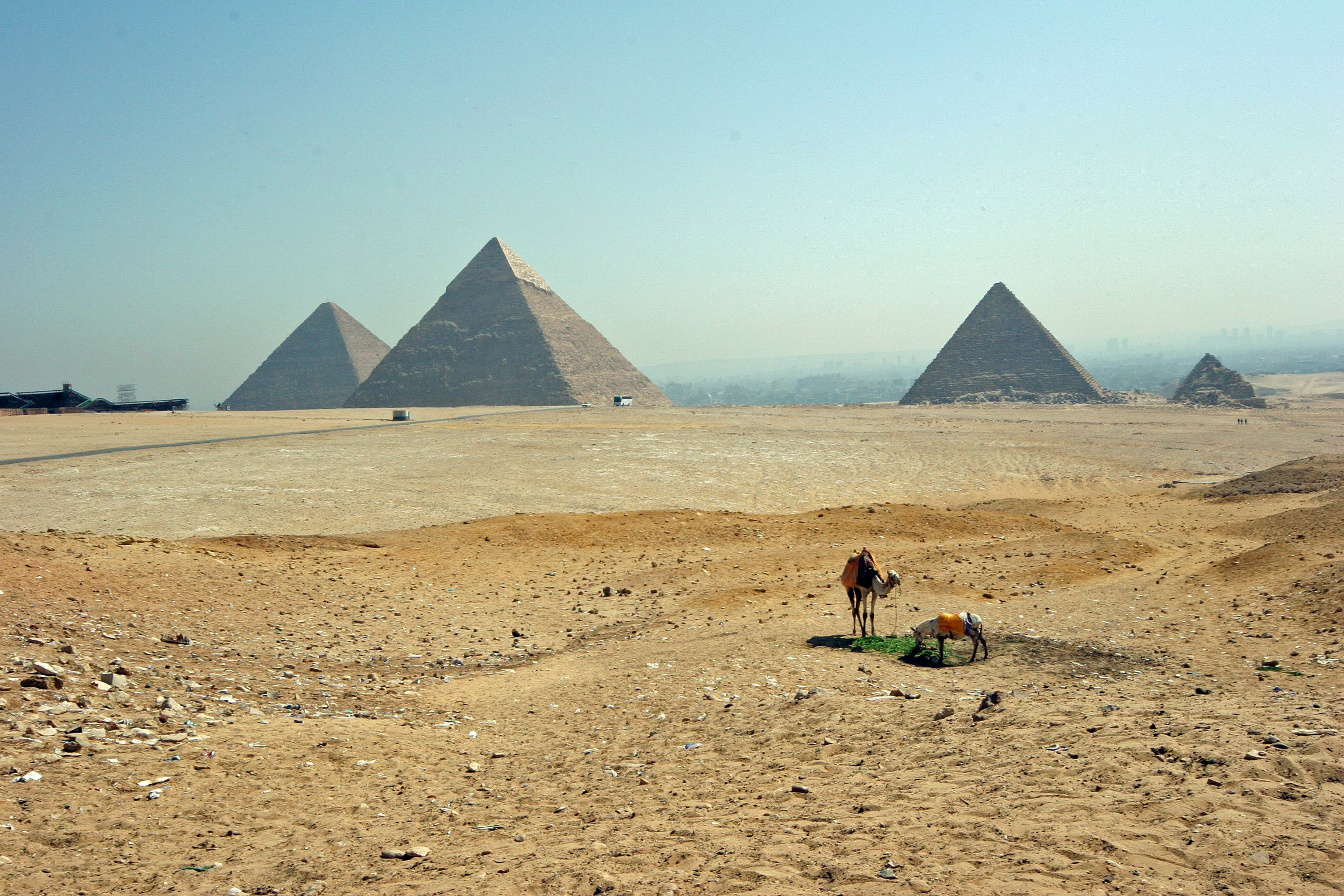
Aus der Wüste

## Versuchte Zerstörung

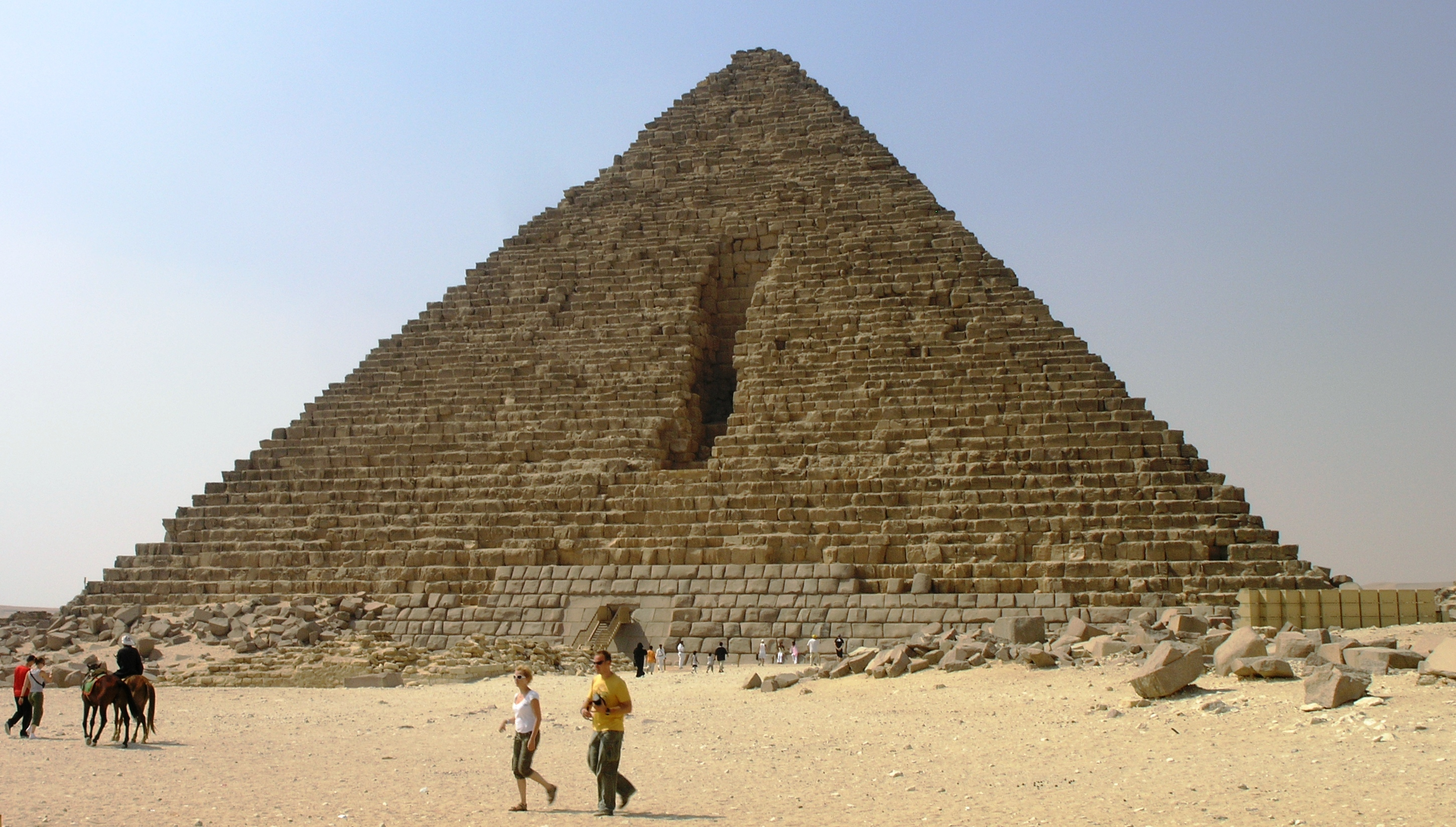
Spuren des Zerstörungsversuchs

Gegen Ende des 12. Jahrhunderts versuchte der Sultan von Ägypten Abd al-Malik al-Aziz Utman bin-Yusuf, Saladins Sohn und Erbe, die Pyramiden abtragen zu lassen; er begann mit der Mykerinos-Pyramide. Schließlich stellte sich im Laufe von acht Monaten heraus, dass die Zerstörung wohl ebenso teuer werden würde wie die Errichtung. Es erwies sich als unmöglich, mehr als einen oder zwei Steine pro Tag zu entfernen. Unter Verwendung von Keilen, Hebeln und Seilen wurde versucht, die oberen Steine zu bewegen und zum Absturz zu bringen, mit dem Ergebnis, dass die Steine nach dem Sturz und Aufprall im sandigen Boden nur schwer zu befreien waren. Mit Keilen wurden einige Steine gespalten, und mit Hilfe von Karren abtransportiert. Weit davon entfernt sein Ziel erreicht zu haben, ließ Othman bin-Yussuf die Abrissaktion beenden. Die Pyramide wurde so lediglich an der nördlichen Seite beschädigt, wovon heute eine bis zu 8 m tiefe, vertikale Bresche zeugt.